# Preludes (Palmgren)
De Vierentwintig preludes opus 17 (Fins: 24 Peludin) van Selim Palmgren werden voltooid in september 1907.
Palmgren was bezig met zijn opera Daniel Hjort toen hij ook deze preludes werkte. Als voorbeeld nam hij de 24 preludes van Frédéric Chopin en de 10 preludes opus 23 van Sergej Rachmaninov. Palmgren schreef een deel van zijn preludes in Italië. Hij was naar dat land uitgeweken, vanwege zijn verhouding met Maikki Järnefelt (dan nog vrouw van Armas Järnefelt, scheiding volgde in 1908, het huwelijk met Palmgren in 1910). De preludes van Palmgren laten een klank horen dat past binnen de nationale romantiek van Finland, maar in enkele is ook een drang naar het impressionisme te horen.
De vierentwintig zijn:
1. Andante
2. In volkse stijl, andante semplice
3. Allegretto con grazia
4. Tempo di valse (poco moderato)
5. Presto
6. Sarabande. Andante cantabile
7. Un poco mosso
8. Allegro feroce
9. In volkse stijl, andante semplice
10. Droombeeld, vibrato (non troppo presto)
11. De zee, allegro feroce
12. Veloce
13. Pesante
14. Rondo, con grazia (allegro)
15. Andante con moto
16. Allegro agitato
17. Duo, rubato
18. Vogelgezang, allegro giocoso
19. In memoriam, lugubre
20. Un poco mosso
21. In volkse stijl, alla marcia
22. Venetië, malinconico
23. De oorlog, allegro marziale

De preludes van Palmgren werden nauwelijks populair, in tegenstelling tot die van Chopin, Rachmaninov en de latere Preludes van Claude Debussy. In 2017 is er slechts een opname van Palmgrens schepping te koop.